# Марцелл II
Марце́лл II (лат. Marcellus PP. II; в миру Марчелло Червини, итал. Marcello Cervini; 6 мая 1501, Монтефано, Папская область — 1 мая 1555, Рим, Папская область) — папа римский с 9 апреля по 1 мая 1555 года.

## Ранние годы
Марчелло родился 6 мая 1501 года в Монтефано и был сыном Рикардо Червини, который был казначеем епископской кафедры в Анконе. У Марчелло было два сводных брата — Алессандро и Ромуло. Одна из его сестер, Синтия Червини, вышла за Винченцо Беллармина и стала матерью Роберто Беллармина.
Марчелло учился в Сиене и Флоренции, где он в совершенстве овладел латынью, греческим и итальянским. Он также получил степени по юриспруденции, философии и математике. Поражали его познания и осведомлённость во всех областях науки, начиная от выращивания деревьев и искусства гравировки до астрономии, математики и архитектуры, что особенно восхищало Микеланджело. Его отец был любителем астрологии и обнаружив, что гороскоп сына предвещает ему высокие церковные должности, направил молодого Червини по духовной линии.

## Священник
После обучения в Сиене Червини отправился в Рим в составе делегации из Флоренции, чтобы поздравить нового папу с избранием. Его отец и папа Климент VII были друзьями, и Марчелло стал папским нотариусом. В 1527 году он бежал домой после разграбления Рима, но в конце концов вернулся и был доставлен в дом кардинала Алессандро Фарнезе-старшего. В 1535 году Червини был рукоположен в сан священника.

## Кардинал

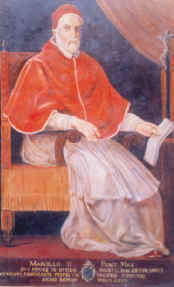
Марцелл II.

В 1534 году, после того как Фарнезе стал папой Павлом III, Червини был назначен папским секретарем (1534—1549) и служил в качестве близкого советника племянника папы, Алессандро Фарнезе. Он путешествовал в свите папы во время его визита в Ниццу, где Павел III объявил о перемирии между Франциском I и Карлом V. Он тогда сопровождал кардинала Фарнезе в поездке по Испании, Франции и Испанским Нидерландам, чтобы помочь выполнять условия перемирия. Павел III позже назначил его епископом Никастро, в 1539 году Червини был рукоположён в епископы. В октябре 1539 г. ему был дарован титул кардинала-пресвитера римской церкви Санта-Кроче-ин-Джерусалемме. Принимал участие в Тридентском соборе.
В течение следующего десятилетия Червини стал апостольским администратором епархии Реджио и Губбио. Его дом в Риме стал центром культуры эпохи Возрождения, а сам он переписывался с большинством ведущих гуманистов.
В конклаве 1549—1550 с целью избрать преемника Павла III принял участие пятьдесят один кардинал, в том числе Марчелло Червини. Первоначальными кандидатами были кардиналы Реджинальд Поул, Сфондрати, Карпи и Ридолфи (умер в ночь на 31 января). Поул, любимец императора Карла V, не добрал всего двух голосов, чтобы быть избранным в первом туре. Хуан Альварес де Толедо (епископ Бургоса), другой императорский любимец, тоже не смог избраться из-за сильного сопротивления со стороны фракции кардинала Алессандро Фарнезе.
12 декабря прибыли ещё пять французских кардиналов. Они не смогли продвинуть своего кандидата, Ипполито Д’Эсте, и поэтому поддержали компромиссного кандидата — Червини. Фарнезе и его фракция также позитивно отнеслись к нему, но имперская фракция заблокировала его кандидатуру. 22 декабря кардинал Червини оставил конклав и страдал от четырёхдневной лихорадки. Наконец, 7 февраля 1550 года кардиналы выбрали Джованни Мария Чокки дель Монте, который принял имя Юлия III..

## Избрание
Конклав 1555 года после смерти Юлия III разделился на две фракции — сторонников французских интересов в Италии и имперских интересов. 9 апреля 1555 года вечером папой был избран Червини, несмотря на усилия кардиналов, лояльных императору Карлу V. Он был рукоположен в сан епископа и коронован папой на следующий день под именем Марцелла II. Марцелл II был последним понтификом, папское имя которого совпадало с данным при рождении (Марчелло — Марцелл); предыдущим таким был голландский папа Адриан VI (Адриан Флоренс).

## Папство

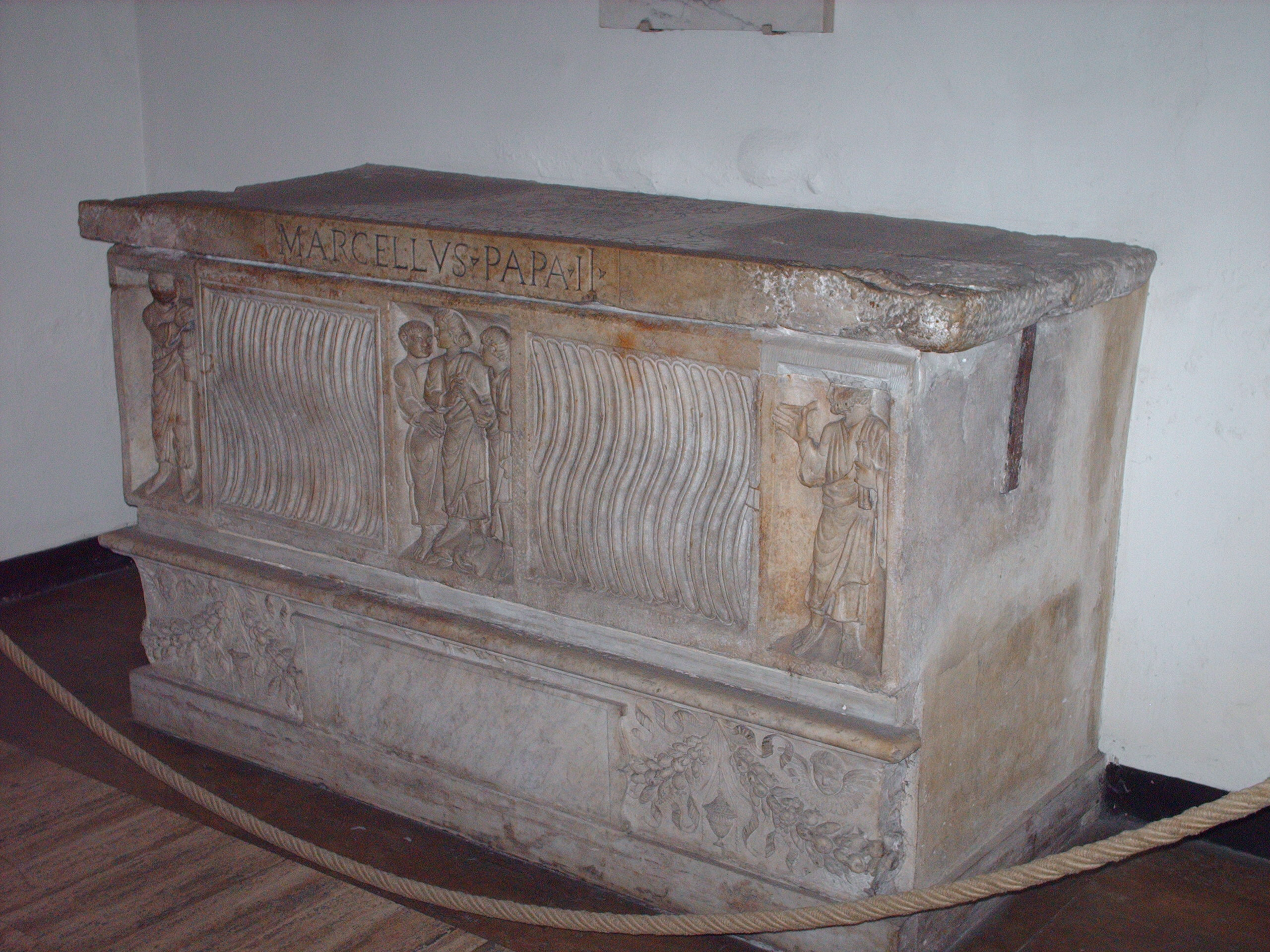
Гробница Марцелла II в гротах базилики Святого Петра, Ватикан

После избрания его папой запретил устраивать торжества и празднества.
Марцелл II был исполнен желания реформировать церковь, но утомительная работа конклава при его слабом здоровье привели к тому, что он быстро заболел. У папы открылось кровотечение, но, казалось, он шёл на поправку. На своей первой аудиенции с послами Франции и Испании он предупредил послов, что их монархи должны сохранять мир. Он написал письма к императору, королеве Марии Тюдор и кардиналу Реджинальду Поулу, в котором он подтвердил легатские полномочия Поула в Англии. Когда испанский посол попросил прощения за то, что убил человека, папа ответил, что он не хотел бы начинать своё правление с отпущения греха убийства, и приказал назначить суд.
Он не хотел, чтобы его родственники переезжали в Рим и были втянуты в борьбу между знатными семьями. Так, он не позволял двум своим племянникам, Риккардо и Гереннию, которые жили в Риме под его опекой, наносить ему визиты. Папа занялся регламентированием расходов Ватикана. 28 апреля он дал аудиенцию герцогу Урбино, а 29 апреля — герцогу Феррары. Он также дал аудиенцию четырём кардиналам — Фарнезе, Д’Эсте, Луи де Гизу и Асканио Сфорца, лидерам французской фракции в недавнем конклаве. В ту ночь он очень плохо спал. Утром 30 апреля папа перенес инсульт и впал в кому. В ту ночь он умер, на 22-й день после своего избрания. Палестрина сочинил мессу, которая была исполнена на похоронах папы Марцелла II.